# Симеон Хадживичов
Хаджи Симеон (Симеонко) Хаджимихов Хадживичов е български фабрикант и чифликчия.

## Биография
Роден е около 1812 г. в Шумен. Учи агрономство в Чехия. В 1848 – 1849 г. построява спиртна фабрика в Шумен, а след това и модерна воденица, която е разположена на около 5 километра от града. През 1860 г. доставя първите земеделски машини в Шуменско. По това време изнася жито за Великобритания и Франция. До 1878 г. участва в управлението на българската община в Шумен. Подпомага издаването на „Общое землеописание“ на Константин Фотинов през 1843 г. в Смирна.
Умира на 3 февруари 1895 г.
Личният архив на хаджи Симеонко Хадживичов се съхранява в Държавен архив – Шумен. Обхваща периода 1839 – 1876 г. и е с обем 17 архивни единици.